# Gurtzeug (Hängegleiter)

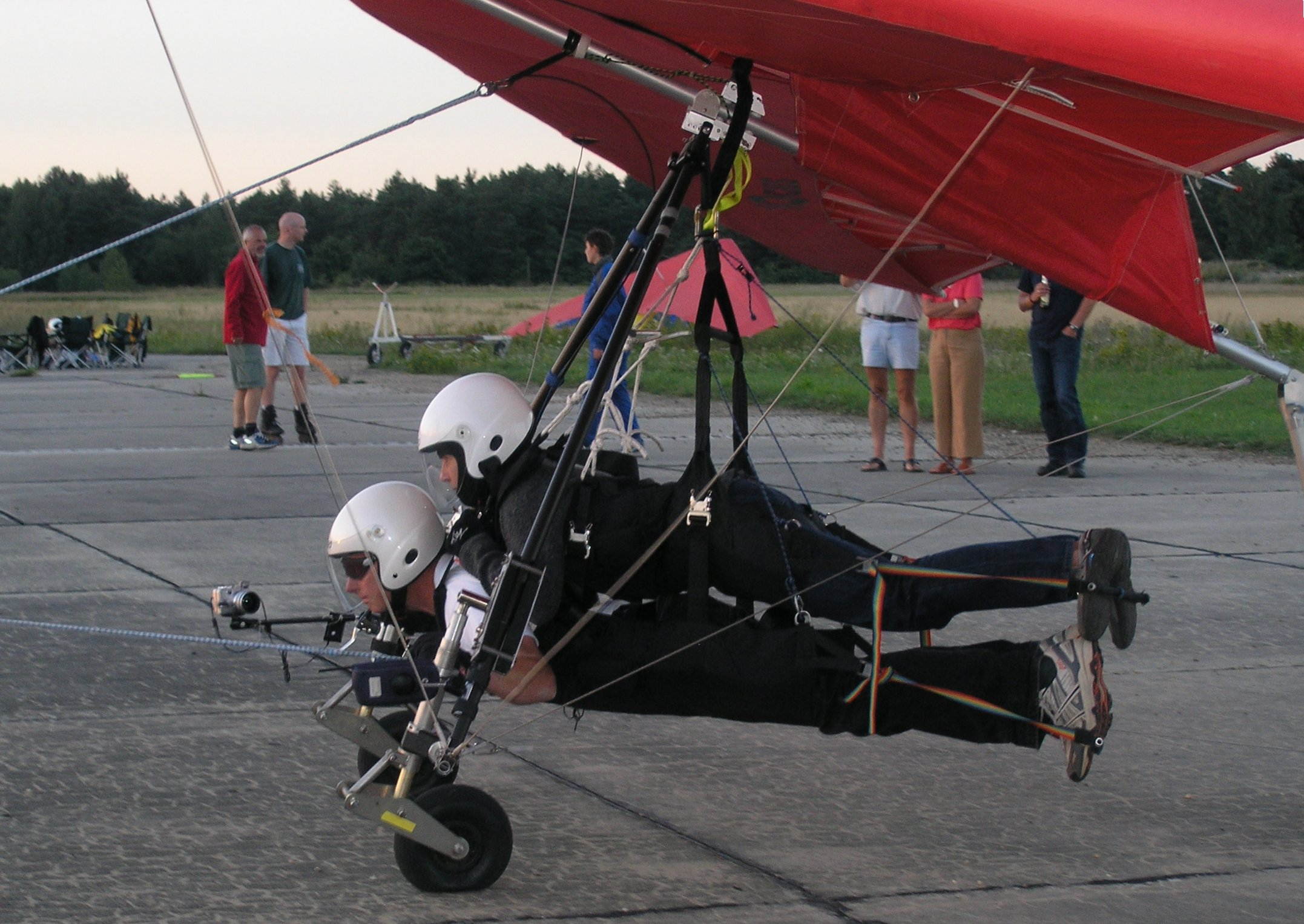
Zwei Hängegleiterpiloten in einem „Etagengurtzeug“ für Tandemflüge

Unter Gurtzeug versteht man bei einem Hängegleiter die Halterung, an der der Pilot mit einem Karabinerhaken unter dem Hängegleiter eingeklinkt ist.

## Gebrauch
Das Gurtzeug verbindet über einen Karabinerhaken den Piloten mit dem Hängegleiter. Vor dem Start muss der Pilot unbedingt eingeklinkt sein. Heute ist das Gurtzeug oft eine Liegeschürze, die den Piloten durch Bein-Schlaufen und Textilbänder am Körper hält, damit er vor einem Herausrutschen während des Fluges gesichert ist. Je nach Modell unterscheidet sich der Liegekomfort und Windschutz. Eine Liegeschürze, die den ganzen Piloten umgibt und einen aerodynamischen, fischähnlichen Eindruck macht, wird „Karpfengurt“ genannt.

## Beschaffenheit
Das Gurtzeug ist zwar je nach Anspruch des Piloten verschieden, dennoch existieren gemeinsame Mindestmerkmale. Dazu zählen die variable Positionsverstellung, ein Stauraum für den Rettungsfallschirm, Schleppschlaufen, ein Fußschutz, Taschen mit Reißverschluss für das Zubehör (eventuell auch eine Fototasche) und eine Mehrpunktaufhängung für den Liegekomfort.